# TT373
La tombe thébaine TT 373 est située à El-Khokha, dans la nécropole thébaine, sur la rive ouest du Nil, face à Louxor en Égypte.
C'est la sépulture d'Amenmessou, scribe de l'autel du Seigneur des Deux Terres à la XXe dynastie.